# Cornucopina palmata
Cornucopina palmata är en mossdjursart som beskrevs av David och Pouyet 1986. Cornucopina palmata ingår i släktet Cornucopina och familjen Bugulidae. Inga underarter finns listade i Catalogue of Life.